# Jeanne Lanvin
Jeanne Lanvin (1. januar 1867 – 6. juli 1946.) var en fransk haute couture modedesigner. Hun grundlagde modehuset Lanvin og parfume-virksomheden Lanvin Parfums.

## Hæder
- 1926: Chevalier i Æreslegionen
- 1938: Officier i Æreslegionen